# Strongylosoma robustum
Strongylosoma robustum är en mångfotingart som beskrevs av Carl Graf Attems 1898. Strongylosoma robustum ingår i släktet Strongylosoma och familjen orangeridubbelfotingar. Inga underarter finns listade i Catalogue of Life.